# Markt 5 (Coburg)

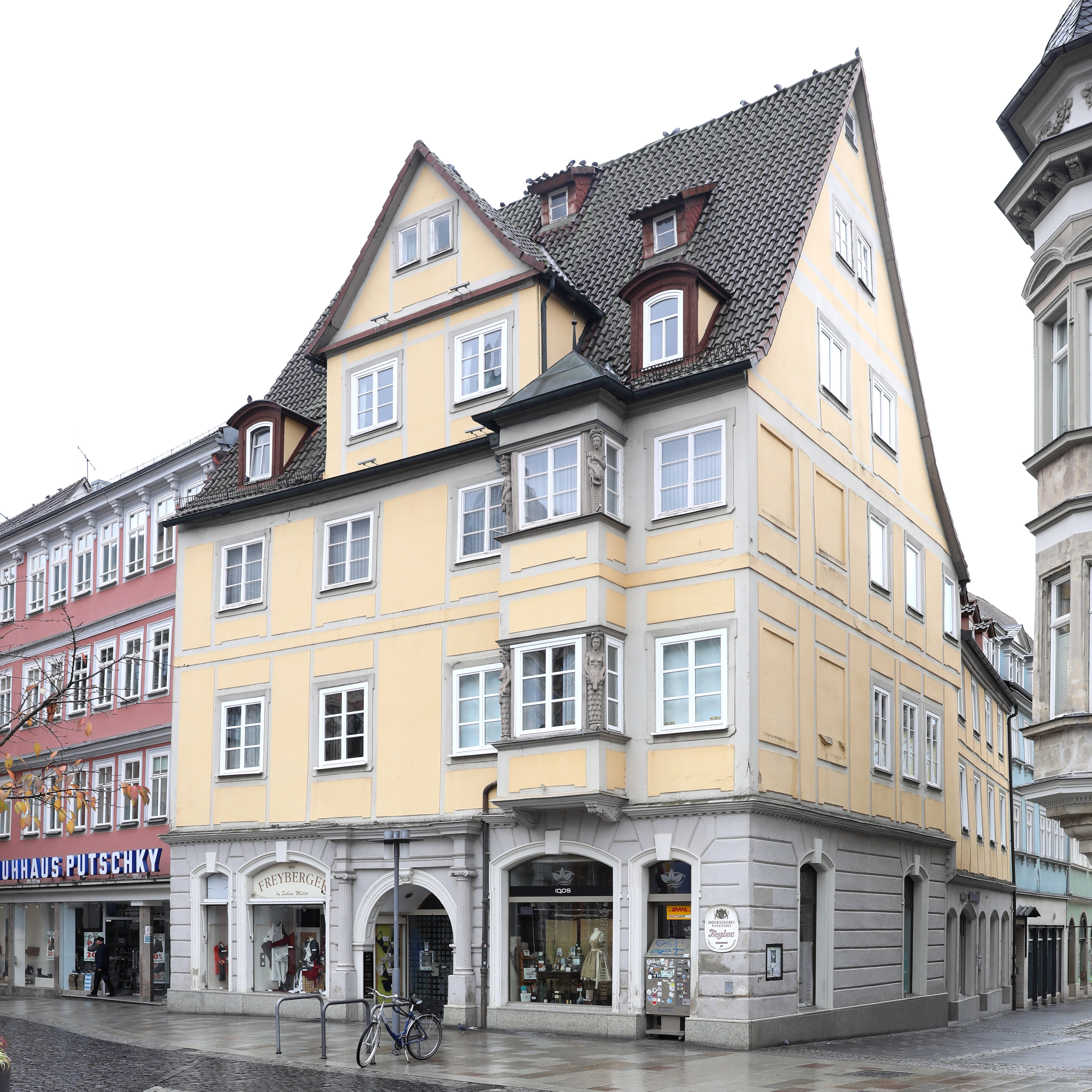
Wohn- und Geschäftshaus Markt 5 in Coburg

Das Wohn- und Geschäftshaus Markt 5 steht am Marktplatz der oberfränkischen Stadt Coburg. Der denkmalgeschützte, dreigeschossige Satteldachbau in Ecklage entstand um 1600.

## Geschichte
Ein erstmals 1400 erwähntes Haus brannte 1594 ab. Ende des 16. Jahrhunderts wurde es wiederaufgebaut und 1668 als steinernes, dreigeschossiges Eckhaus mit sechs Stuben, einem Gewölbe und einem Keller beschrieben. Das Gebäude wurde auch nach den ehemaligen Eigentümern „Federhaus“ bezeichnet. Der vermögenden Familie Feder gehörte es im 19. Jahrhundert. Die Witwe des Regierungsrats Georg Feder veranlasste 1868 den Einbau eines Ladens an der Judengasse. Der Medizinalrat Heinrich Feder beauftragte 1883 den Maurermeister Georg Meyer mit dem Einbau von zwei Dachgauben und von drei weiteren Läden, das eine größere Umgestaltung des Erdgeschosses und der dortigen Fassade zur Folge hatte. Im Jahr 1902 entstand durch die Zusammenfassung von zwei Läden ein größerer Laden, der linke Laden am Marktplatz wurde 1972 vergrößert. Der südwestliche Flügel erfuhr 1958 eine Aufstockung. Fenstererneuerungen wurden 1962 und 1999 durchgeführt, Dach- und Fassadensanierungen 1996 und 1999.

## Architektur
Das traufständige Eckhaus mit seiner fünfachsigen Fassade zum Markt besteht über einem massiven Erdgeschoss in den Obergeschossen aus einer verputzten Fachwerkkonstruktion. Das gebänderte Erdgeschoss ist näherungsweise symmetrisch gestaltet. In der Mitte steht als Ladeneingang ein rundbogiges Portal, eingerahmt von ionischen Säulen und einem Architrav. Beiderseits befinden sich stichbogige Schaufenster und außen ähnlich ausgeführt ein Ladeneingang beziehungsweise ein Schaufenster. Über dem Erdgeschoss ist ein umlaufender Zahnschnittfries angeordnet.

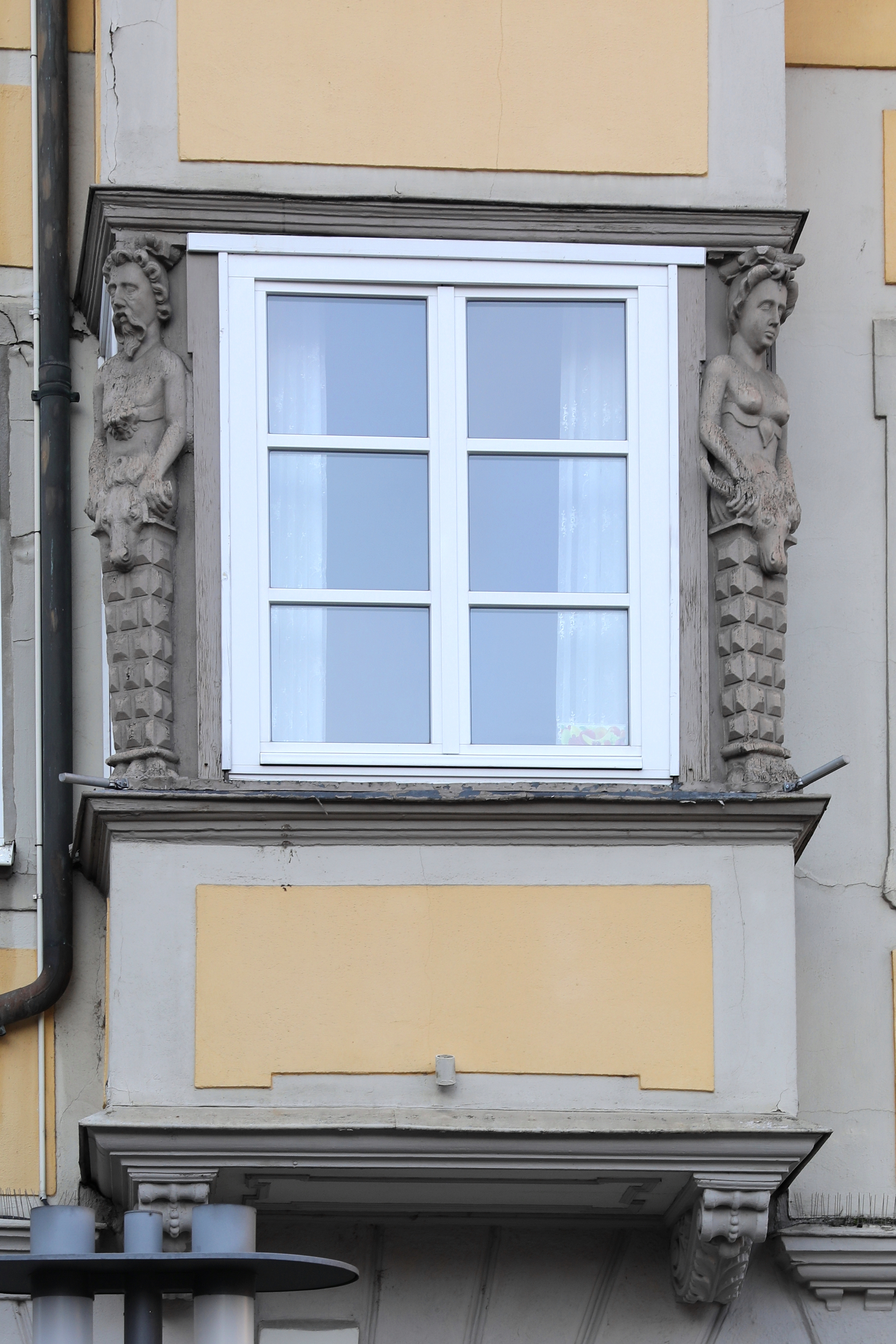
Kastenerker Markt 5 in Coburg

Die Fassade der beiden Obergeschosse hat rechteckige Fenster mit geohrten Rahmungen. Sie wird geprägt durch einen rechts angeordneten, zweigeschossigen Kastenerker mit geschnitzten Ecksäulen, als Herme gestaltet. Das hohe, dreigeschossige, ausgebaute Satteldach hat mittig ein zweiachsiges Zwerchhaus mit Satteldach, flankiert von je einer segmentbogig geschlossenen Dachgaube. Darüber befinden sich Schleppgauben. Die Giebelseite zur Judengasse ist mit fünf Achsen analog der Traufseite, jedoch teils mit Blindfeldern, gestaltet. Sie hat neben dem Seitenflügel im Erdgeschoss den Hauseingang.
Der dreigeschossige, traufständige Seitenflügel im Westen besitzt vier Achsen zur Judengasse. Das Erdgeschoss wurde im späteren 19. Jahrhundert ausgebaut. Die Obergeschosse mit einem Mansarddach stammen wohl aus dem 18. Jahrhundert.